# Galactia elliottii
Galactia elliottii är en ärtväxtart som beskrevs av Thomas Nuttall. Galactia elliottii ingår i släktet Galactia och familjen ärtväxter.

## Underarter
Arten delas in i följande underarter:
- G. e. elliottii
- G. e. leavenworthii